# Crinia tasmaniensis
Espèce
Synonymes
- Pterophrynus tasmaniensis Günther, 1864

Statut de conservation UICN

 LC  : Préoccupation mineure
Crinia tasmaniensis est une espèce d'amphibiens de la famille des Myobatrachidae.

## Répartition

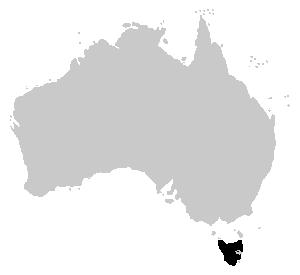
Aire de répartition de Crinia tasmaniensis.

Cette espèce est endémique de Tasmanie,.

## Étymologie
Son nom d'espèce, composé de tasmani[e] et du suffixe latin -ensis, « qui vit dans, qui habite », lui a été donné en référence au lieu de sa découverte, la Tasmanie.

## Publication originale
- Günther, 1864 : Third contribution to our knowledge of batrachians from Australia. Proceedings of the Zoological Society of London, vol. 1864, p. 46–49 (texte intégral).